# Ectropothecium cyathothecium
Ectropothecium cyathothecium är en bladmossart som beskrevs av Brotherus 1908. Ectropothecium cyathothecium ingår i släktet Ectropothecium och familjen Hypnaceae. Inga underarter finns listade i Catalogue of Life.